# Acraea mansya
Acraea mansya är en fjärilsart som beskrevs av Eltringham 1911. Acraea mansya ingår i släktet Acraea och familjen praktfjärilar. Inga underarter finns listade i Catalogue of Life.